# Sierra de Guailillas
La sierra de Guailillas es un cordón de montañas que se levanta al este de las ciudades de Tacna y Arica. Sus laderas alimentan, cuando hay lluvias, las quebradas Escritos, de La Concordia y también hacia el este, los cabezales del río Lluta.
Luis Risopatrón describe tres de los accidentes geográficos concernientes a la sierra:: 367 
- Guailillas (Sierra de) 18° 00' 69° 48'. De granito i riolíta, se levanta a 4 950 m de altitud en su parte N, corre hácia el S a una altura media de 4 100 m i se levanta en su parte S a mas de 4 700 m de elevación, a unos 60 kilómetros hácia el E de la ciudad de Tacna; las numerosas quebradas que se desprenden de ella a uno i otro lado, arrastran aguas solamente en épocas de lluvias i son de corto curso. Tiene faldas de suave inclinacion en su lado E, escepcion hecha de las que caen en la del rio de El Azufre, mientras que en el lado W tiene pendientes mui abruptas en su primera parte i siguen después faldas mas suaves, para encerrar valles estrechos con cultivos limitados. 156; i de Guaililla en 155, p. 291; i cadenas en 62, II, p. 399; i Guainilla error tipográfico en 63. p. 76; sierra de Guaylillas en 116, p. 303 i 304 i Huailillas en 61, CXXIX, p. 342; i pico Huaylilla en 87, p. 436 (Paz Soldán, 1877).
- Guailillas N. (Portezuelo) 17° 46' 69° 51'. Se abre a 4 430 m de altitud, en la sierra de Guailillas i da paso al sendero que conduce de la ciudad de Tacna a la ciudad de La Paz; a unos 50 m mas abajo se ha labrado en pórfidos metamórficos i masas, piroxénicas, un túnel de 730 m de largo, que conduce las aguas del canal del Uchusuma. 134; i 156; Huailillas del Norte en 61, CXXIX, p. 342; i paso de Guaylillas de la Paz en 116, p. 301 i 304.
- Guailillas S. (Portezuelo) 17° 49' 69° 50'. Se abre a 4 275 m de altitud, en la sierra de Guailillas, a corta distancia al S del portezuelo de Guailillas Norte; da paso al sendero que comunica las ciudades de Tacna i Potosí. 134; i 156; Huailillas del Sur en 61, CXXIX, p. 342, i paso de Guayiillas de Potosí en 116, p. 301 i 304.